# Pierce Brosnan
Pour les articles homonymes, voir Brosnan.
Pierce Brosnan (prononcé : /pɪəɹs ˈbɹɑsnən/), né le 16 mai 1953 à Drogheda (comté de Louth, Irlande), est un acteur et producteur de cinéma irlando-américain.
Révélé par la série télévisée Les Enquêtes de Remington Steele (1982-1987), il est notamment connu pour être le cinquième acteur à incarner James Bond, qu'il interprète dans quatre films de la franchise britannique : GoldenEye (1995), Demain ne meurt jamais (1997), Le monde ne suffit pas (1999) et Meurs un autre jour (2002). En parallèle il joue dans d'autres productions à succès, telles que Mars Attacks! (1996), Thomas Crown (1999) et The Foreigner (2017).

## Biographie

### Jeunesse
Pierce Brosnan connaît une enfance difficile. Enfant unique de Thomas et May Brosnan (née Smith), il grandit dans le comté de Meath, près de Navan. L’école locale où il se rend est une institution religieuse tenue par les frères de La Salle. Son père quitte le foyer familial en 1954. Ce n’est qu’à l’âge de 31 ans que Brosnan, rencontre son père pour la première fois. Sa mère va alors s’installer à Londres, en Angleterre. Elle divorce de son père et se remarie à un ancien combattant anglais de la Seconde Guerre mondiale, William Carmichael, qui prend rapidement le rôle d’un père pour Pierce alors âgé de 11 ans. C’est Carmichael qui emmène Pierce voir son premier James Bond, Goldfinger. Il va à Elliot School, une école publique moderne dans Putney, un quartier ouest de Londres. Quand il va au lycée, il est surnommé « Irish ». Une fois l’école finie, lui, qui voulait être un artiste, commence une formation en illustration commerciale au Central Saint Martins College of Art and Design. À seize ans, alors qu’il joue le cracheur de feu dans la rue, il est remarqué par un agent de cirque qui l’embauche. Pendant trois ans, il suit une formation d’acteur au London's Drama Center.

### Carrière

#### Débuts et révélation télévisuelle (1975-1993)
Une fois diplômé, Brosnan obtient un travail en 1975 au York Theatre Royal, faisant sa première apparition sur scène dans Seule dans la nuit. En l’espace de six mois, le dramaturge Tennessee Williams en personne le remarque pour le rôle de McCabe dans la première britannique de la pièce The Red Devil Battery Sign. Il obtient ainsi son premier rôle important. Sa performance fait sensation à Londres, il a d’ailleurs conservé le télégramme envoyé alors par Williams, lui disant simplement « Merci mon Dieu pour vous, mon cher garçon ».
Il continue sa carrière en faisant quelques brèves apparitions dans des films tels que Racket : Du sang sur la Tamise (1980), Le miroir se brisa (1980) ainsi qu’à la télévision dans les séries Les Professionnels et Play for Today. Il devient une star du petit écran aux États-Unis pour son rôle dans la fameuse mini-série The Manions of America partageant l’affiche avec Kate Mulgrew, David Soul et Linda Purl. Il poursuit sa carrière avec le rôle de Robert Gould Shaw II en 1982 dans le documentaire Masterpiece Theatre racontant la vie de Lady Nancy Astor, originaire de l’État de Virginie, et première femme à siéger au parlement britannique. Sa prestation dans le rôle de Shaw, l’amoureux dépourvu, lui vaut une nomination aux Golden Globe Award en tant que meilleur acteur dans un second rôle dans une minisérie.
En 1982, Brosnan devient célèbre aux États-Unis, jouant le rôle d’un voleur devenu détective dans la série policière populaire Les Enquêtes de Remington Steele, diffusé par la chaine NBC. Il partage la vedette avec Stephanie Zimbalist. La même année, dans une publication du Washington Post, on pouvait lire que « Pierce Brosnan pourrait arriver à jouer un jeune James Bond. » En 1986, Brosnan se voit en effet proposer le rôle de James Bond avant la fin de la série Remington Steele. Cependant, il ne peut rompre le contrat qui le lie à sa série télévisée. En 1987, il joue aux côtés de Michael Caine dans le film, Le Quatrième Protocole.
En 1992, il tourne un épisode pilote pour la chaîne NBC, appelé Running Wilde, dans lequel il joue un reporter pour le magazine Auto World dont les histoires racontent ses aventures extravagantes. Jennifer Love Hewitt interprétait sa fille, mais la série n’a pas été choisie et le pilote jamais diffusé. La même année, il joue dans le film de science-fiction Le Cobaye et l’année suivante il s'illustre aux côtés de Robin Williams dans Madame Doubtfire. Au début de l’année 1995, il apparaît dans un film pour la télévision, Night Watch, un thriller d’espionnage basé à Hong Kong, aux côtés de Alexandra Paul. Une comédie romantique suit dans la foulée, Elle et lui, avec Annette Bening et Warren Beatty.

#### James Bond (1995-2002)
Le premier rapport de Brosnan avec le rôle de James Bond commence avec la visite qu'il rend à sa femme Cassandra Harris sur le tournage de Rien que pour vos yeux. D'après un rapport de 1986, Albert « Cubby » Broccoli aurait déclaré que « s'il peut jouer… c’est mon homme » pour remplacer le James Bond de l'époque, Roger Moore. Il est rapporté durant cette même période, à la fois par Entertainment Tonight et The National Enquirer, que l'on pensait à Brosnan pour succéder à Moore dans un autre de ses rôles, celui de Simon Templar, alias Le Saint. En 1993, il rectifie les rumeurs dans une publication du magazine Orange Coast après le tournage de deux pilotes diffusés une unique fois en 1995, mais souligne que « ça doit encore attendre sur le bureau de quelqu’un à Hollywood. » Le Saint sera finalement réalisé en 1997 avec Val Kilmer dans le rôle-titre.
En 1986, quand Roger Moore se retire du rôle de Bond, Timothy Dalton est approché une fois de plus, après avoir décliné le rôle auparavant en 1967, 1969 et 1980. Le film de Brenda Starr empêche encore une fois Dalton d'accepter le rôle de l'agent secret immédiatement. Un certain nombre d’acteurs sont alors auditionnés pour le rôle, dont Sam Neill, mais Albert Broccoli n'est pas enthousiaste. Brosnan, dont la série télévisée Les Enquêtes de Remington Steele vient de s'arrêter, se voit offrir le rôle, mais la publicité fait revivre Remington Steele et force Brosnan à décliner le rôle de James Bond, à cause de son contrat avec la série. Dalton est alors disponible et accepte de tenir le rôle de James Bond dans Tuer n'est pas jouer en 1987 qui fait un succès au box-office. Son second long métrage en tant que James Bond, Permis de tuer, en 1989, fait cependant un flop au box-office américain et les disputes légales concernant les droits de propriété de la franchise du film provoquent l'annulation du troisième James Bond proposé à Dalton, en 1990. D'après les rumeurs, le titre en anglais aurait dû être : The Property of a Lady. La série s’arrête alors pendant 6 ans. GoldenEye est écrit à l’origine pour Dalton, qui le refuse, cela laisse la porte ouverte à Brosnan en 1994. Le 7 juin 1994, Brosnan est officiellement désigné à être le 5e acteur à jouer James Bond.
Le choix de Brosnan pour jouer Bond le ramène à ses origines, quand il déclare dans des interviews que le premier film qu’il a vu était Goldfinger et que c’est la performance de Sean Connery dans le rôle de Bond qui l’a inspiré pour se lancer dans le show-business. Brosnan signe un contrat pour trois films avec une option pour un quatrième, et apparaît pour la première fois sous les traits de l’agent 007 en 1995 dans GoldenEye. Il reçoit l’éloge des critiques. James Berardinelli le décrit alors comme « un net progrès comparé à son prédécesseur » avec « une finesse d’esprit qui va avec son charme », il ajoute cependant que « un quart de GoldenEye est entièrement rempli de passages de morts violentes. » GoldenEye rapporte 26 millions de dollars durant son week-end d’ouverture aux États-Unis, et lors de sa sortie mondiale, environ 350 millions de dollars. Le film rapporte le 4e profit le plus important au monde en 1995, et si l’on prend en compte l’inflation, ce fut le film de James Bond le plus réussi depuis Moonraker. Brosnan tourne ensuite Demain ne meurt jamais en 1997 et Le monde ne suffit pas en 1999 qui connaissent le même succès. En 2002, Brosnan apparaît dans la peau de l’agent 007 pour la quatrième et dernière fois dans Meurs un autre jour. Pour ce vingtième épisode des aventures du célèbre agent secret, Pierce Brosnan est dirigé par Lee Tamahori, et a pour partenaire l'actrice Halle Berry.

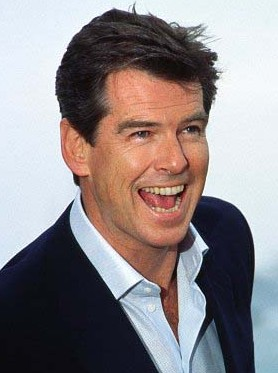
Pierce Brosnan au Festival de Cannes 2002, pour Meurs un autre jour.

Après la sortie de Meurs un autre jour en novembre 2002, qui atteint les 543 millions de dollars au box-office, la presse commence à s'interroger sur la possibilité d'un cinquième James Bond avec Brosnan, dont le film est en option dans son contrat. Les producteurs sont ainsi sur le point de tourner une cinquième fois avec l'acteur, avec une sortie prévue pour fin 2005, mais, le 9 février 2004, le Daily Mail publie un article qui vient semer le trouble pour les amateurs de la saga, qui résume cela : en octobre 2003, Brosnan part s'envoler pour Nassau, aux Bahamas, pour le tournage de Coup d'éclat, une comédie d'action avec Salma Hayek et Woody Harrelson. En décembre 2003, durant le tournage du film, Pierce Brosnan apprend le début de la fin, en recevant un appel de Londres de la part des producteurs Michael G. Wilson et Barbara Broccoli, pour lui annoncer que les négociations pour un cinquième film échouent et qu'ils lui cherchent déjà un successeur. En effet, ils le jugent trop vieux : ils veulent faire rajeunir le personnage de Bond pour attirer de nouveaux spectateurs vers la saga.
L'échange téléphonique entre Wilson et Brosnan est rapide. Wilson affirme que Brosnan est un grand James Bond, remerciant son jeu d'acteur au bout de quatre films à succès (GoldenEye en 1995 avec 460 millions de dollars au box-office, Demain ne meurt jamais en 1997 avec 478 millions, Le monde ne suffit pas en 1999 avec 491 millions et Meurs un autre jour en 2003 avec 543 millions), mais que son interprétation du personnage touche à sa fin. Pierce Brosnan avait ainsi franchi la barre des 50 ans pour rempiler une cinquième fois dans le rôle de l'agent secret, les amateurs de la franchise n'appréciant pas énormément voir Roger Moore jouer le rôle jusqu'à l'âge de 58 ans. Les producteurs voulaient également poursuivre le succès de la saga en retournant aux premiers jours de Bond, à sa première mission, en appelant un acteur plus jeune.
Cet échange téléphonique déclenche ainsi le licenciement de Brosnan de la saga James Bond, qui est choqué d'apprendre qu'il ne rempilerait pas pour une cinquième fois dans le rôle de l'agent 007.
Cet événement restera à l'état de rumeur tout au long de l'année 2004, jusqu'au mois d'octobre quand Pierce Brosnan annonce officiellement au Toronto Sun qu'il n'a pas démissionné mais qu'il s'est fait licencier et que tout était fini avec James Bond. Cependant, quelques mois avant, en juillet 2004, Brosnan annonce également à Entertainment Weekly qu'il abandonne le rôle, en déclarant : « Bond, c’est une autre vie, c’est derrière moi, maintenant. »
Le 1er janvier 2005, l’acteur publie une lettre à destination des fans sur son site officiel. Après les remerciements d’usage, il revient, entre les lignes, sur les circonstances de son départ : « Tout a une fin, et il faut être capable d'accepter une décision irrévocable de bonne grâce et en sachant que j'ai fait le boulot au mieux de mes capacités. »
Pierce Brosnan reste un James Bond charismatique et mémorable, qui amène nombre de scènes d'action et beaucoup de spectacle au sein de la saga. Il joue aux côtés de nombreuses célébrités comme Sean Bean et Famke Janssen pour GoldenEye, Teri Hatcher et Jonathan Pryce pour Demain ne meurt jamais, Sophie Marceau, Denise Richards et Robert Carlyle dans le Monde ne suffit pas et ainsi Halle Berry, Rick Yune et Rosamund Pike dans Meurs un autre jour.
Le 14 octobre 2005, quand Daniel Craig est officiellement annoncé comme le nouveau James Bond, Brosnan accorde son soutien à ce dernier. Dans un entretien avec The Globe and Mail, à la question : « Que pensez-vous du nouveau James Bond, Daniel Craig ? Irez-vous voir Casino Royale ? », il répond : « J'attends avec impatience le film, comme tout le monde. Daniel Craig est un acteur talentueux et il va faire un travail fantastique. » Plus tard, il confirme ses propos dans une interview à l'International Herald Tribune, déclarant que « Craig est en bonne voie de devenir un Bond mémorable ».
Pendant la période où il tenait le rôle de Bond, Brosnan s’investit dans les jeux vidéo inspirés du film. En 2003, l’apparence de Brosnan est utilisée dans le jeu vidéo de James Bond, Nightfire, la voix anglaise est celle de Maxwell Caulfield. Au début de 2004, Brosnan apparaît dans le jeu vidéo 007 : Quitte ou double, permettant l’attribution de son apparence et de sa voix au personnage. Cela sera sa dernière performance en tant que James Bond.
En avril 2014, dans une interview donnée au Daily Telegraph, il déclare n'éprouver aucune envie de revoir ses James Bond, et considère n'avoir pas été à la hauteur dans ce rôle,.

#### Parallèlement à Bond (1995-2002)
Conscient du danger qu’il court à être catalogué comme James Bond, Brosnan demande à EON Productions, quand il accepte le rôle de Bond, la permission de travailler sur d’autres projets entre les films. La demande est acceptée et, pour chaque James Bond, Brosnan apparaît en tant qu'acteur principal dans au moins deux autres films, dont certains qu’il produit. Brosnan, ainsi que son associé Beau St. Clair, fondent une compagnie de production de films en 1996, appelée Irish DreamTime. Pendant un temps, une rumeur, qui se révèlera fausse, prétend que son contrat avec Bond l’empêche de porter un smoking dans ses autres films. Brosnan joue alors une vaste gamme de rôles en sus de ses apparitions comme agent secret.
Homme d'affaires, amateur d'art et de jolies femmes dans Thomas Crown, pour lequel il intervenait également dans la production (tout comme il l'avait fait pour Le Neveu et pour The Match, une comédie anglaise avec Ian Holm, dans laquelle il s'est octroyé un petit rôle). Il joue de plus le rôle d'un scientifique dans Mars Attacks! de Tim Burton, et celui d'un volcanologue dans Le Pic de Dante. Dans Grey Owl, il tient le rôle principal, celui d'un indien ; il s'agit d'un drame se déroulant dans les années 1930 réalisé par Richard Attenborough, sur la vie d'un conservateur canadien éponyme. En 2001, Brosnan se retrouve dans la peau d'un espion anglais à l'affiche du Tailleur de Panama (The Tailor of Panama), de son compatriote John Boorman.
En 2003, il présente le documentaire intitulé Robin des Bois : L'homme, le mythe, la légende sur le DVD bonus de l'édition collector du film Robin des Bois, prince des voleurs.

#### Films post-Bond (2002-2013)

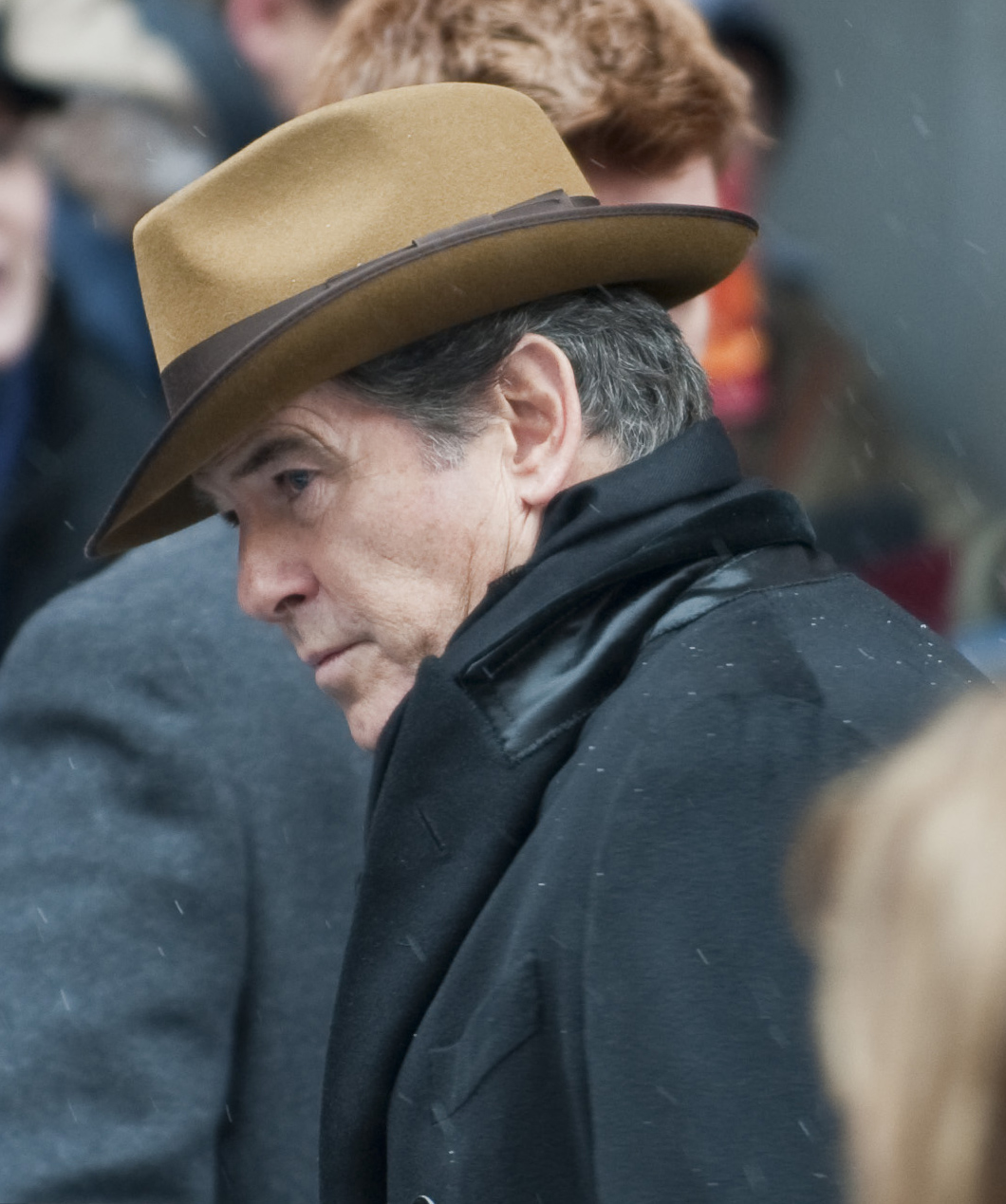
En février 2010, à la Berlinale 2010, pour The Ghost Writer.

Souhaitant casser son image, l'acteur enchaîne les comédies, parfois romantiques, où il joue de son image de séducteur gentleman.
Ainsi, son premier film après James Bond est la comédie romantique Une affaire de cœur, dans lequel il joue le rôle de Daniel Rafferty, aux côtés de Julianne Moore. Garreth Murphy de Entertainment le décrit sa performance d’une « surprenante efficacité, se libérant délicatement de son personnage de James Bond et lui ajoutant une superbe énergie ». La même année, Brosnan joue aux côtés de Salma Hayek et Woody Harrelson dans la comédie d'action Coup d'éclat. Les deux films reçoivent des critiques généralement négatives et ne dépassent pas les 20 % sur le site Rotten Tomatoes.
Il se rattrape en 2005 avec la comédie noire The Matador. Secouant son image d’agent secret sophistiqué, Brosnan joue Julian Noble, un assassin épuisé qui rencontre un représentant (Greg Kinnear) dans un bar mexicain. Le film est mieux reçu que Coup d’éclat, avec des critiques positives. Roger Ebert, du Chicago Sun-Times, décrit sa performance comme la meilleure de sa carrière. Brosnan est nommé pour une récompense aux Golden Globe du meilleur acteur dans un film musical ou une comédie, pour son travail dans le film, mais perd, face à Joaquin Phoenix (Walk the Line).
En 2007, il s'aventure dans le western Seraphim Falls, aux côtés de Liam Neeson. Le film ne sort que dans un nombre limité de salles, le 26 janvier 2007. Le film reçoit des critiques moyennes avec quelques éloges pour les prestations des deux acteurs. Kevin Crust, du Los Angeles Times, remarque que les deux « font de très bons adversaires ». Cependant, Michael Rechtshaffen, du New York Times, pense qu’ils étaient « harcelés afin de rajouter une vitalité nécessaire dans leurs quelques répliques».
En 2007, sa prestation dans le thriller Le Chantage de Mike Barker, qu'il produit, passe inaperçue. Tout comme sa participation au drame Married Life d'Ira Sachs, aux côtés de Patricia Clarkson, Rachel McAdams et Chris Cooper, le film étant un échec commercial et recevant des critiques mitigées.
En 2008, il rejoint Meryl Streep dans une adaptation de la comédie musicale Mamma Mia !, basée sur les musiques du groupe ABBA. Judy Craymer, la productrice du film, a déclaré que « Pierce amène un certain charme, et on pense qu’il y aura une alchimie entre Meryl et lui dans une comédie romantique. ». Cependant, sa prestation est "récompensée" par un Razzie Award du pire second rôle masculin en 2009.
Il revient alors vers le drame, le temps de quelques films.
En 2009, il joue dans le drame The Greatest, écrit et réalisé par Shana Feste, où il a pour partenaire Susan Sarandon, et la jeune Carey Mulligan, qui divise la critique.
En  2010 il joue dans le thriller The Ghost Writer, de Roman Polanski  avec Ewan McGregor (dans le role titre) ou il endosse le role  D'Adam Lang, un ancien premier ministre britannique recruté par la CIA et accusé de crimes de guerre par la cour pénale internationale. Sa prestation lui vaut une nomination en tant que meilleur second rôle au Saturn Awards 2010.
Il participe ensuite au blockbuster Percy Jackson : Le Voleur de foudre, de Chris Columbus, dans lequel il prête ses traits à la figure mythologique Chiron. Enfin, il interprète le père du jeune héros incarné par Robert Pattinson dans le drame romantique Remember Me, d'Allen Coulter.
En 2011, il enchaîne deux comédies : la satire Salvation Boulevard, de George Ratliff, où il a pour partenaires Jennifer Connelly et Greg Kinnear, puis la romantique Mais comment font les femmes ?, de Douglas McGrath, menée par Sarah Jessica Parker, et où il retrouve Greg Kinnear. Ces deux nouvelles incursions dans le genre se soldent par de nouveaux échecs critiques. Il conclut cette année en menant une mini-série d'horreur pour le câble américain, Bag of Bones, adaptée d'une œuvre de Stephen King.
En 2012, il interprète le rôle masculin de la comédie romantique Love Is All You Need de Susanne Bier. En 2013, il participe à l'acclamée comédie de science-fiction Le Dernier Pub avant la fin du monde (The World's End) d'Edgar Wright, qui avait fait tourner un autre James Bond, Timothy Dalton, dans le précédent volet de la trilogie Blood and Ice Cream.

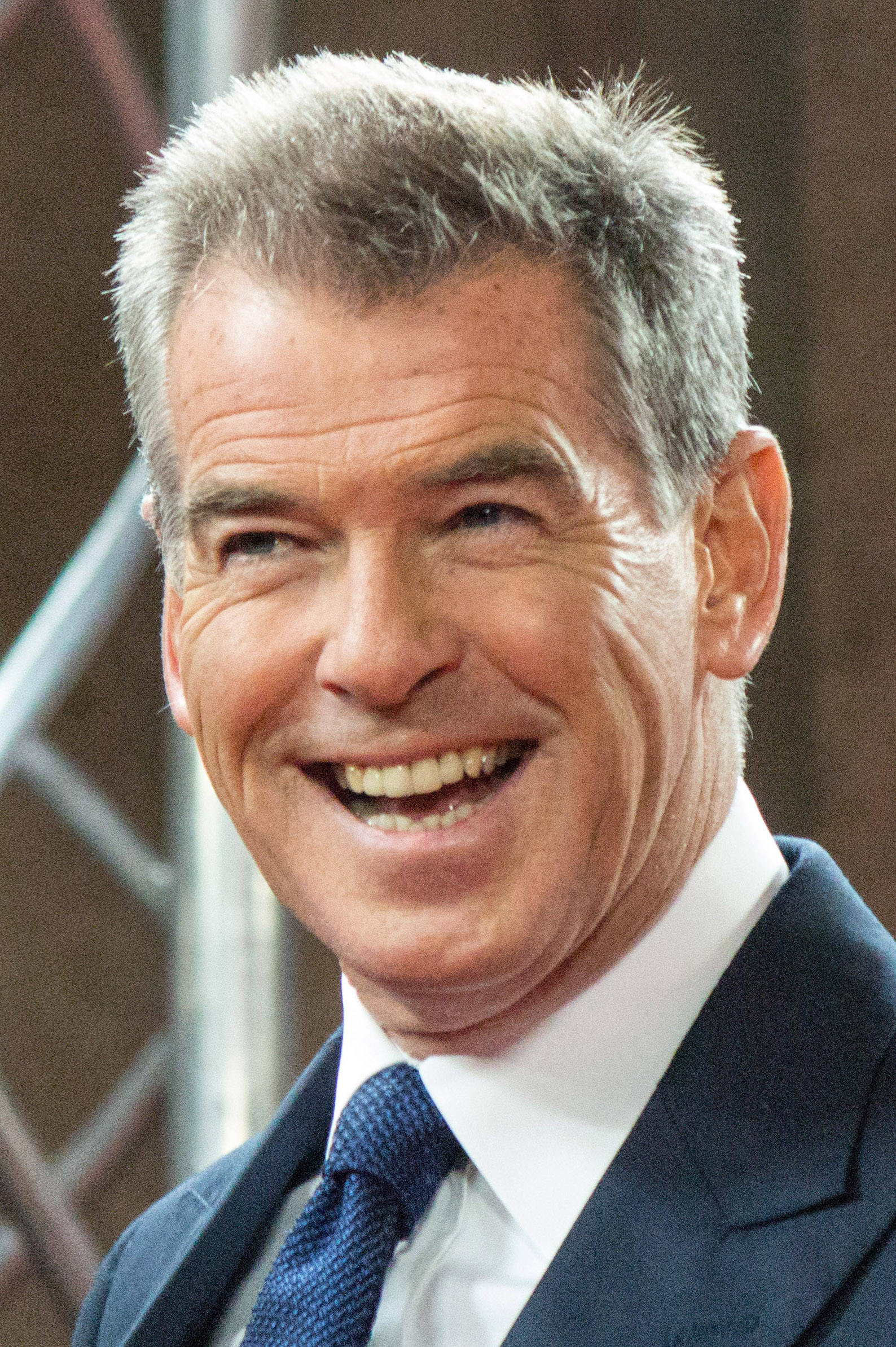
À la Berlinale 2014, pour A Long Way Down.

En 2014, il retrouve Emma Thompson pour la comédie britannique Duo d'escrocs (Love Punch), de Joel Hopkins qui prend place en France. Il joue également les patriarches malgré lui dans la comédie noire A Long Way Down, du français Pascal Chaumeil, aux côtés des acteurs américains Toni Collette et Aaron Paul.

#### Retour à l'action (depuis 2014)
Mais cette année marque surtout son grand retour à l'action avec le film d'espionnage November Man, de Roger Donaldson, où il a même pour partenaire une James Bond girl, Olga Kurylenko. Le film est néanmoins très mal reçu par la critique.
Il persiste l'année suivante avec le thriller d'action anglo-américain Survivor, de James McTeigue, où il a cette fois pour partenaire Milla Jovovich, mais c'est un nouvel échec critique,. Il retombe sur ses pieds avec la comédie romantique Teach Me Love, de Tom Vaughan, où il est séduit successivement par deux sœurs incarnées par Jessica Alba et Salma Hayek.
Mais il confirme dans son retour avec le thriller d'action No Escape, de John Erick Dowdle, où il aura pour partenaire un acteur hors de son genre de prédilection, Owen Wilson ; puis avec Urge, où il accompagne un autre novice, Justin Chatwin.
En 2022, il est à l'affiche de la fresque historique The King's Daughter, autrefois nommé The Moon and the Sun et dont la production a débuté en 2014, de Sean McNamara, où il joue le rôle principal, celui de Louis XIV. Il intègre également l'univers cinématographique DC en interprétant le fameux magicien Doctor Fate dans Black Adam, aux côtés de Dwayne Johnson qui joue le rôle titre.

### Vie privée

#### Famille
Pierce Brosnan se marie en 1980 avec l’actrice australienne Cassandra Harris, déjà mère de Charlotte (née en 1971, morte le 28 juin 2013, d'un cancer de l'ovaire) et Christopher (né en 1972). Il adopte les deux enfants après la mort de leur père en 1986. Pierce Brosnan et Cassandra Harris ont un fils ensemble, Sean (né en 1984). Cassandra Harris meurt en 1991, d’un cancer de l'ovaire, après onze ans de mariage.
En 2001, Pierce Brosnan se remarie avec la journaliste américaine Keely Shaye Smith, avec qui il a eu deux fils, Dylan Thomas (né en 1997) et Paris Beckett (né en 2001).
En février 2007, Pierce Brosnan se retire de la cérémonie des IFTA Awards à Dublin à laquelle il devait participer afin de se rendre auprès de son beau-père qui se bat contre une maladie grave.
Le 23 septembre 2004, Pierce Brosnan devient citoyen américain, mais conserve sa citoyenneté irlandaise. Sur son origine irlandaise, Pierce Brosnan a dit : « Être irlandais fait partie de moi dans tout ce que je fais. C’est l’esprit de ce que je suis, en tant qu’homme, en tant qu’acteur, en tant que père. C’est de là que je viens. » Un de ses fans lui demanda un jour si cela l’ennuyait quand les gens se trompaient sur sa nationalité. Il répondit : « Cela m’amuse qu’on me prenne pour un Anglais quand je suis totalement imprégné par l’Irlande, où je suis né et j’ai grandi… Mais, non, cela ne me dérange pas. »
Il vit actuellement à Malibu en Californie, et possède une maison à Hawaï ainsi qu'une maison au nord de Dublin.

#### Convictions
Brosnan soutient John Kerry lors des élections présidentielles de 2004, et il est un défenseur du contrôle des armes à feu et du mariage homosexuel. Écologiste convaincu, Brosnan a été nommé ‘Best-dressed Environmentalist’, l’écologiste le plus élégant, par la Sustainable Style Foundation. Brosnan commence à s’intéresser au désarmement nucléaire à l’âge de neuf ans. Dans les années 1990, il participe à des conférences de presse à Washington pour aider Greenpeace à attirer l’attention sur ce problème. De 1997 à 2000, Brosnan et sa femme Smith travaillent avec le NRDC et l’IFAW pour s’opposer à la construction d’une usine de production de sel à Laguna San Ignacio. Le couple s’est aussi opposé à l’installation de gaz naturel de Cabrillo Port qui était proposée près de la côte de Malibu, la State Lands Commission a nié l’existence du bail pour construire le terminal. Il soutient aussi Sea Shepherd Conservation Society.
Durant la maladie de Harris, Brosnan reprend son passe-temps et peint durant son temps libre, produisant des paysages colorés et des portraits de famille. Les profits des ventes de ses peintures de style giclé sont donnés à un fonds pour les associations caritatives de sa préférence. Depuis la mort de Cassandra, Brosnan est un militant pour la sensibilisation et, en 2006, il devient le porte-parole de Lee National Denim Day, une collecte de fonds pour le cancer du sein.
Brosnan nourrit aussi des convictions catholiques. Il a d'ailleurs déclaré : « Être catholique, c'est dans mon ADN. La prière m'a aidé, et elle m'aide encore à être un père, un acteur, un homme. Cela aide toujours d'avoir une petite prière dans votre poche arrière : à la fin de la journée, vous devez avoir quelque chose et pour moi, ce quelque chose, c'est Dieu, Jésus, mon instructeur catholique, ma foi. La foi est ce qui m'a aidé dans les moments de plus profondes souffrances, de doute et de peur. C'est une constance : le langage de la prière. »

## Filmographie

### Cinéma

#### Années 1980
- 1980 : Le miroir se brisa (The Mirror Crack'd) de Guy Hamilton : James (non crédité)
- 1980 : Racket : Du sang sur la Tamise (The Long Good Friday) de John Mackenzie : un Irlandais
- 1986 : Nomads de John McTiernan : Jean-Charles Pommier
- 1987 : Le Quatrième Protocole (The Fourth Protocol) de John Mackenzie : Valeri Petrofsky / James Edward Ross
- 1988 : Les Imposteurs (The Deceivers) de Nicholas Meyer : William Savage
- 1988 : Taffin de Francis Megahy : Taffin
- 1989 : Le Tour du monde en quatre-vingts jours (Around the World in 80 Days) de Buzz Kulik : Phileas Fogg

#### Années 1990
- 1990 : Mister Johnson de Bruce Beresford : Harry Rudbeck
- 1991 : Le Cobaye (The Lawnmower Man) de Brett Leonard : Dr. Lawrence Angelo
- 1992 : Explosion immédiate (Live Wire) de Christian Duguay : Danny O'Neill
- 1993 : Les Veufs (Entangled) de Max Fischer : Garavan
- 1993 : Madame Doubtfire (Mrs. Doubtfire) de Chris Columbus : Stuart « Stu » Dunmeyer
- 1994 : Rendez-vous avec le destin (Love Affair) de Glenn Gordon Caron : Ken Allen
- 1995 : GoldenEye de Martin Campbell : James Bond
- 1996 : Mars Attacks! de Tim Burton : professeur Donald Kessler
- 1997 : Leçons de séduction (The Mirror Has Two Faces) de Barbra Streisand : Alex
- 1997 : Robinson Crusoé de George Miller : Robinson Crusoé
- 1997 : Le Pic de Dante (Dante's Peak) de Roger Donaldson : Harry Dalton[21]
- 1997 : Demain ne meurt jamais (Tomorrow Never Dies) de Roger Spottiswoode : James Bond
- 1998 : Le Neveu (The Nephew) d'Eugene Brady : Joe Brady
- 1998 : Excalibur, l'épée magique (Quest for Camelot) de Frederik Du Chau : Roi Arthur (voix originale)
- 1999 : Grey Owl, celui qui rêvait d'être indien (Grey Owl) de Richard Attenborough : Archibald Belaney
- 1999 : Thomas Crown (The Thomas Crown Affair) de John McTiernan : Thomas Crown
- 1999 : Le monde ne suffit pas (The World Is Not Enough) de Michael Apted : James Bond

#### Années 2000
- 2001 : Le Tailleur de Panama (The Tailor of Panama) de John Boorman : Andy Osnard
- 2002 : Evelyn de Bruce Beresford : Desmond Doyle
- 2002 : Meurs un autre jour (Die Another Day) de Lee Tamahori : James Bond
- 2004 : Une affaire de cœur (Laws Of Attraction) de Peter Howitt : Daniel Rafferty
- 2004 : Coup d'éclat (After the Sunset) de Brett Ratner : Max Burdett
- 2005 : The Matador de Richard Shepard : Julian Noble
- 2007 : Seraphim Falls de David Von Ancken : Capitaine Gideon
- 2007 : Married Life d'Ira Sachs : Richard Langley
- 2007 : Le Chantage (Butterfly on a Wheel) de Mike Barker : Tom Ryan
- 2008 : Mamma Mia! de Phyllida Lloyd : Sam Carmichael
- 2009 : Pour l'amour de Bennett de Shana Feste : Allen Brewer

#### Années 2010
- 2010 : The Ghost Writer de Roman Polanski : Adam Lang
- 2010 : Percy Jackson : Le Voleur de foudre (Percy Jackson and the Olympians: The Lightning Thief) de Chris Columbus : Chiron
- 2010 : Remember Me d'Allen Coulter : Charles Hawkins
- 2011 : Mais comment font les femmes ? (I Don't Know How She Does It) de Douglas McGrath : Jack Abelhammer
- 2011 : Salvation Boulevard de George Ratliff : Dan Day
- 2012 : Love Is All You Need (Den skaldede frisør) de Susanne Bier : Philip
- 2013 : Duo d'escrocs (The Love Punch) de Joel Hopkins : Richard
- 2013 : Le Dernier Pub avant la fin du monde (The World's End) d'Edgar Wright : Guy Shephard
- 2014 : Up and Down (A Long Way Down) de Pascal Chaumeil : Martin Sharp
- 2014 : The November Man de Roger Donaldson : Peter Devereaux
- 2015 : Survivor de James McTeigue : "L'horloger"
- 2015 : No Escape de John Erick Dowdle : Hammond
- 2015 : Teach Me Love de Tom Vaughan : Richard Haig
- 2015 : A Christmas Star de Richard Elson : Mr. Shepherd
- 2016 : The Duke (Urge) de Aaron Kaufman : Daemon Sloane
- 2016 : I.T. de John Moore : Mike Regan
- 2017 : The Foreigner de Martin Campbell : Liam Hennessy
- 2017 : Liaisons à New York (The Only Living Boy in New York) de Marc Webb : Ethan Webb
- 2018 : Spinning Man de Simon Kaijser : Malloy
- 2018 : Mamma Mia! Here We Go Again d'Ol Parker : Sam Carmichael
- 2018 : Final Score de Scott Mann : Dimitri

#### Années 2020
- 2020 : Eurovision Song Contest: The Story of Fire Saga de David Dobkin : Erick
- 2021 : Braquage en or (The Misfits)  de Renny Harlin : Richard Pace (également producteur délégué)
- 2021 : Instinct maternel de John Lee (en) : Dr. Hindle
- 2021 : Cendrillon de Kay Cannon : le Roi
- 2022 : The King's Daughter de Sean McNamara : Louis XIV
- 2022 : Black Adam de Jaume Collet-Serra : Doctor Fate
- 2023 : Gangsters par alliance (The Out-Laws) de Tyler Spindel : Billy McDermott
- 2023 : Fast Charlie de Phillip Noyce : Charlie Swift
- 2023 : The Last Rifleman de Terry Loane : Artie Crawford
- 2024 : The Unholy Trinity de Richard Gray : Gabriel Dove
- 2025 : The Insider (Black Bag) de Steven Soderbergh : Arthur Stieglitz
- 2025 : Four Letters of Love de Polly Steele : William Coughlan
- 2025 : Giant de Rowan Athale : Brendan Ingle
- 2025 : The Thursday Murder Club de Chris Columbus : Ron Ritchie
- Date sujette à modification : Cliffhanger de Jaume Collet-Serra : Ray Cooper

### Télévision
- 1980 : La Maison de tous les cauchemars Episode 09 L’Aigle des Carpathes : La dernière victime
- 1980 : Murphy's Stroke (téléfilm) de Frank Cvitanovich : Edward O' Grady
- 1981 : The Manions of America (mini-série) de Joseph Sargent : Rory O'Manion
- 1982 : Nancy Astor (mini-série) de Richard Stroud : Robert 'Bob' Gould Shaw
- 1982-1985 : Les Enquêtes de Remington Steele (Remington Steele) (série) - Saisons 1 à 4 : Remington Steele
- 1987 : Les Enquêtes de Remington Steele (Remington Steele) (série) - Saison 5 : Remington Steele
- 1988 : Noble House (mini-série) de Gary Nelson : Ian Dunross
- 1989 : Le Tour du monde en quatre-vingts jours de Buzz Kulik : Phileas Fogg
- 1989 : The Heist (téléfilm) de Stuart Orme : Neil Skinner
- 1991 : Meurtre en 3 leçons (Murder 101) de Bill Condon : Charles Lattimore
- 1991 : Le Piège du désir (Victim of Love) (téléfilm) de Jerry London : Paul Tomlinson
- 1993 : La Chaîne brisée (The Broken Chain) (téléfilm) de Lamont Johnson : Sir William Johnson
- 1993 : Commando express (Death train) (téléfilm) de David Jackson : Michael Graham
- 1994 : Dangereuse rencontre (Don't Talk to Strangers) (téléfilm) de Robert Michael Lewis : Patrick Brody
- 1995 : Night Watch (téléfilm) de David Jackson : Michael « Mike » Graham
- 2008 : Thomas et ses amis (Thomas the Tank Engine and Friends) (série d'animation) : narrateur (Il devrait être le narrateur britannique et américain dans la Saison 12, mais ce dernier est remplacé par Michael Angelis dans la version britannique et Michael Brandon.)
- 2011 : La Maison sur le lac (mini-série) de Mick Garris : Mike Noonan
- 2017-2019 : The Son de Tom Harper : Eli McCullough
- 2024 : The Great Lillian Hall (téléfilm) de Michael Cristofer : Ty Maynard
- 2025 : MobLand : Conrad Harrigan

### Jeux vidéo
- 1997 : GoldenEye 007 : James Bond[22] (ressemblance et images d'archives)
- 1999 : Demain ne meurt jamais : James Bond[23] (ressemblance et images d'archives)
- 2000 : James Bond 007 : Le monde ne suffit pas : James Bond[23] (ressemblance et images d'archives)
- 2000 : 007 Racing : James Bond[23] (ressemblance)
- 2002 : 007: Nightfire : James Bond[24] (ressemblance)
- 2004 : 007 : Quitte ou double : James Bond (voix originale, capture de mouvement et ressemblance)

## Distinctions
En juillet 2003, la reine Élisabeth II lui remet l’ordre de l'Empire britannique pour sa contribution exceptionnelle à l’industrie du film britannique. En tant que citoyen irlandais, Brosnan ne peut pas recevoir l’honneur complet de l’ordre de l'Empire britannique, lequel est uniquement attribué aux citoyens britanniques ou de l’un des pays membres du Commonwealth.
En 2002, Brosnan reçoit un diplôme honorifique du Dublin Institute of Technology et deux ans plus tard de l’University College Cork. De plus, il reçoit  un Golden Camera Award à Berlin pour, à la fois, sa réussite artistique et son engagement en faveur de l'environnement.

### Récompenses
- 1998 : Saturn Award du meilleur acteur dans un film d'aventure pour Demain ne meurt jamais (1997).
- 2000 : Blockbuster Entertainment Awards du meilleur acteur pour le film Le monde ne suffit pas (1999).
- 2000 : Empire Awards : meilleur acteur pour le film Le monde ne suffit pas (1999).
- 2000 : Blockbuster Entertainment Awards du meilleur premier rôle pour le film Thomas Crown (1999).
- 2001 : lauréat du prix pour l'humanitaire lors des Women in Film Crystal Awards.
- 2002 : lauréat du prix pour l'ensemble de sa carrière lors des Chicago International Film Festival.
- 2004 : nommé au prix de la Contribution exceptionnelle au cinéma irlandaise lors des Irish Film and Television Awards.
- 2004 : G-Phoria Awards de la meilleure performance vocale dans un film d'animation pour James Bond 007 - Quitte ou double (2003).
- 2005 : lauréat du prix Role Model Award lors des Young Hollywood Awards.
- 2005 : lauréat du prix de l'excellence dans les arts lors des Malibu Film Festival.
- 2007 : lauréat du prix poursa réussite artistique et son engagement en faveur de l'environnement lors des Golden Camera.
- 2009 : Razzie Awards du pire acteur dans un second rôle dans une comédie musicale pour Mamma Mia! (2008).
- 2011 : Irish Film and Television Awards du meilleur acteur dans un second rôle dans un thriller pour The Ghost Writer (2010).

### Nominations
- 1985 : Golden Globes du meilleur acteur dans un second rôle dans une mini-série pour Nancy Astor (1982).
- 1996 : Saturn Award du meilleur acteur dans un film d'aventure pour GoldenEye (1995).
- 1996 : Saturn Award du meilleur combat partagé avec Famke Janssen dans un film d'aventure pour GoldenEye (1995).
- 2000 : Razzie Awards du pire couple partagé avec Denise Richards dans un film d'aventure pour Le monde ne suffit pas (1999).
- 2003 : Saturn Award du meilleur acteur dans un film d'aventure pour Meurs un autre jour (2002).
- 2003 : Nommé au prix du meilleur acteur dans un film lors des Irish Film and Television Awards.
- 2005 : St. Louis Film Critics Association du meilleur acteur dans une comédie dramatique pour The Matador (2005).
- 2006 : Golden Globes du meilleur acteur dans une comédie dramatique pour The Matador (2005).
- 2006 : Saturn Award du meilleur acteur dans une comédie dramatique pour The Matador (2005).
- 2007 : Irish Film and Television Awards du meilleur acteur dans une comédie dramatique pour The Matador (2005).
- 2008 : National Movie Awards de la meilleure performance masculine dans une comédie musicale pour Mamma Mia! (2008).
- 2009, : People's Choice Awards de la meilleure distribution dans une comédie musicale pour Mamma Mia! (2008) partagé avec Meryl Streep, Amanda Seyfried, Stellan Skarsgård et  Colin Firth.
- 2010 : Satellite Awards du meilleur acteur dans un second rôle dans un thriller pour The Ghost Writer (2010).
- 2010 : Village Voice Film Poll du meilleur acteur dans un second rôle dans un thriller pour The Ghost Writer (2010).
- 2011 : London Critics Circle Film Awards du meilleur acteur dans un second rôle dans un thriller pour The Ghost Writer (2010).

## Voix françaises
En France, Emmanuel Jacomy est la voix française régulière de Pierce Brosnan depuis GoldenEye en 1995.
Au Québec, Daniel Picard est la voix québécoise régulière de l'acteur.